# Natasha Richardson
Natasha Jane Richardson (Marylebone, Gran Londres, 11 de mayo de 1963-Nueva York, 18 de marzo de 2009) fue una actriz británica de cine, teatro y televisión, ganadora de un premio Tony.

## Biografía
Proveniente de una familia de actores y cineastas, era nieta del cineasta sir Michael Redgrave (1908-1985) y la actriz Rachel Kempson (Lady Redgrave, 1910-2003); sobrina de los hermanos actores Corin Redgrave (1939–2010) y Lynn Redgrave (1943-2010); hija de la actriz Vanessa Redgrave (1937) y del cineasta y productor Tony Richardson (1928-1991); hermana de la también actriz Joely Richardson (1965); prima de la actriz británica Jemma Redgrave (1965) y hermana de madre del cineasta y guionista británico Carlo Nero (1969). Hizo su primera aparición frente a las cámaras a los cuatro años de edad, en una película dirigida por su padre, La última carga (The Charge of the Light Brigade, 1968).

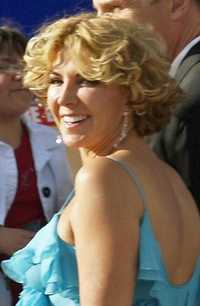
Natasha Richardson en 2008.

Por el año de 1984, apareció en la serie Sherlock Holmes, con Jeremy Brett y David Burke, desarrollada para televisión por el guionista John Hawkesworth. Específicamente, aparece en el episodio 8 de la primera temporada, intitulado en español Las hayas cobrizas, y en inglés, The Copper Beeches. 
Asistió a la Central School of Speech and Drama. En 1998 ganó un Premio Tony por su interpretación en el musical Cabaret. Actuó en varias obras de teatro, en cine y televisión. Estaba casada en segundas nupcias con el actor irlandés Liam Neeson desde 1994, con quien tuvo dos hijos: Michael y Daniel.
Falleció a los 45 años tras golpearse la cabeza en un accidente de esquí en la estación de Mont Tremblant, cerca de Quebec. Un portavoz del complejo de Mont Tremblant aseguró: "La actriz se resbaló en una pista para principiantes, mientras recibía una lección de esquí. Iba acompañada de un instructor, que llamó a una patrulla, y, a pesar de que al principio no mostraba ninguna herida, fue inmovilizada por su seguridad. Sólo una hora después empezó a sentirse mal". A petición de su marido, y para que los hijos estuvieran a su lado, un jet privado trasladó al matrimonio la noche del martes a Nueva York, al hospital Lennox Hill, donde su situación crítica empeoró a muerte cerebral. Allí, sus amigos y su familia pudieron despedirse de ella.

## Filmografía
| Año  | Título                                      | Personaje / Rol     |
| ---- | ------------------------------------------- | ------------------- |
| 1968 | La última carga                             | sin créditos        |
| 1973 | La polizia incrimina, la legge assolve      | sin créditos        |
| 1983 | Every Picture Tells a Story                 | Miss Bridle         |
| 1986 | Gothic                                      | Mary Shelley        |
| 1987 | A Month in the Country                      | Alice Keach         |
| 1987 | Ghosts                                      | Regina              |
| 1988 | Patty Hearst                                | Patricia Hearst     |
| 1990 | El cuento de la criada                      | Kate/Offred         |
| 1990 | The Comfort of Strangers                    | Mary                |
| 1991 | The Favour, the Watch and the Very Big Fish | Sybil               |
| 1992 | Past Midnight                               | Laura Mathews       |
| 1993 | Suddenly, Last Summer                       | Catharine Holly     |
| 1993 | Hostages                                    | Jill Morrell        |
| 1993 | Zelda                                       | Zelda Fitzgerald    |
| 1994 | Nell                                        | Dra. Paula Olsen    |
| 1994 | Widows' Peak                                | Sra. Edwina Broome  |
| 1996 | Tales from the Crypt                        | Fiona Havisham      |
| 1998 | The Parent Trap                             | Elizabeth James     |
| 2000 | The Man Who Came to Dinner                  | ella misma          |
| 2001 | Haven                                       | Ruth Gruber         |
| 2001 | Blow Dry                                    | Shelley Allen       |
| 2001 | Chelsea Walls                               | Mary                |
| 2002 | Waking Up in Reno                           | Darlene Dodd        |
| 2002 | Maid in Manhattan                           | Caroline Lane       |
| 2005 | The White Countess                          | Sofia Belinskya     |
| 2005 | Asylum                                      | Stella Raphael      |
| 2007 | The Mastersons of Manhattan                 | Victoria Masterson  |
| 2007 | Evening                                     | Constance Haverford |
| 2008 | Wild Child                                  | Sra. Kingsley       |

## Teatro
| Año  | Obra de Teatro                  |
| ---- | ------------------------------- |
| 1983 | On the Razzle                   |
| 1983 | Top Girls                       |
| 1983 | Charley's Aunt                  |
| 1984 | La gaviota                      |
| 1985 | El sueño de una noche de verano |
| 1985 | Hamlet                          |
| 1987 | High Society                    |
| 1993 | Anna Christie                   |
| 1998 | Cabaret                         |
| 1999 | Closer                          |
| 2003 | The Lady from the Sea           |
| 2005 | Un tranvía llamado deseo        |

## Premios
| Año  | Premio       | Categoría                      | Trabajo nominado | Resultado |
| ---- | ------------ | ------------------------------ | ---------------- | --------- |
| 1993 | Premios Tony | Mejor Actriz Principal en Obra | Anna Christie    | Nominada  |
| 1998 | Premios Tony | Mejor Actriz en Musical        | Cabaret          | Ganadora  |